# Ivana Zburová
Ivana Zburová (ur. 30 kwietnia 1982 w Humenném) – słowacka siatkarka, grająca na pozycji rozgrywającej. Po sezonie 2017/2018 postanowiła zakończyć karierę siatkarską.

## Sukcesy klubowe
Puchar Słowacji:
- 2004, 2005, 2006

Mistrzostwo Słowacji:
- 2004
- 2005, 2006, 2007

MEVZA:
- 2010, 2012
- 2006

Mistrzostwo Chorwacji:
- 2010

Mistrzostwo Austrii:
- 2011, 2012, 2014

Puchar Austrii:
- 2012, 2014

Mistrzostwo Rumunii:
- 2013